# وحيد القرن (جنس)
وحيد القرن أوالحريش أوالكركدن(الاسم العلمي:Rhinoceros) هو جنس من الحيوانات الضخمة الثديية يتبع فصيلة الكركدنيات من رتبة مفردات الأصابع.